# LMTP
LMTP, или Local Mail Transfer Protocol (Протокол локальной пересылки почты) — производная от SMTP, Simple Mail Transfer Protocol (Простой протокол пересылки почты). LMTP спроектирован в качестве альтернативы для SMTP в ситуациях, когда получающая сторона не использует очередь сообщений, например, сервер хранения почты, работающий, как Mail delivery agent. Это желательно в связи с тем, что в таком случае серверу хранения почты достаточно управлять собственным почтовым хранилищем, не используя дополнительного места под очередь сообщений. SMTP не предоставляет такой возможности, так как одно сообщение может иметь несколько получателей. SMTP может определить успешную передачу сообщения либо для всех получателей, либо ни для кого из них, тем самым нуждаясь в отдельной очереди для получателей, передача сообщений которым завершилась неудачей. Напротив, LMTP позволяет определять успешность передачи в отдельности для каждого получателя, тем самым поддержка очереди сообщений может быть осуществлена на клиентской стороне. Типичный клиент в такой ситуации — Интернет-вход в почтовый шлюз. LMTP не предназначен для непосредственного использования в  глобальной вычислительной сети.
LMTP — протокол прикладного уровня, работающий поверх TCP/IP.
Сессия LMTP состоит из тех же команд, что и ESMTP, за следующими исключениями:
- Команда EHLO заменена на LHLO
- ESMTP требует от сервера единого отклика по статусу всего сообщения после окончания передачи DATA сообщения клиентом. LMTP требует отклика от каждой успешно оконченной команды RCPT.

Ключевое различие в том, что LMTP отвергнет сообщение, если нет возможности немедленной передачи его в конечную точку назначения. Этим и устраняется необходимость в поддержании очереди. Поэтому не может считаться корректным LMTP сервер на порту TCP/25.

## RFC
- RFC 2033 — The Local Mail Transfer Protocol